# رضا امیرخانی
رضا امیرخانی (زاده ۱۳۵۲) نویسنده و منتقد ادبی ایرانی است. او مدتی رئیس هیئت مدیره انجمن قلم ایران بود. او تاکنون آثار مختلف رمان، داستان بلند، مجموعه داستان کوتاه، سفرنامه و مقالات بلند تحلیلی اجتماعی را نگارش کرده‌است. برخی از آثار وی به زبان‌های روسی، اندونزیایی، عربی، اردو و ترکی ترجمه شده‌است.  

## زندگی
رضا امیرخانی در سال ۱۳۵۲ در تهران متولد شد. پدرش محمدعلی کارخانه‌دار بود. کودکیش را در محله بیست و پنج شهریور تهران سپری کرد. دوره ابتدایی را در دبستان بهرستگان و دوره راهنمایی و دبیرستان را در دبیرستان سمپاد علامه حلی تهران گذراند و در سال ۱۳۷۰ وارد دانشگاه صنعتی شریف شد و موفق به اخذ مدرک مهندسی مکانیک شد. او در سال ۱۳۷۱ زمانی که کمتر از بیست سال داشت موفق به دریافت گواهینامه خلبانی شد وجوانترین خلبان ایرانی لقب گرفته‌است. او در همین سال‌ها بر روی یک پروژهٔ هواپیمایی دونفره آموزشی کار کرد و در هیئت مدیرهٔ مؤسسه خصوصی هواپویان عضو شد. اما پروژهٔ او در یک مزایده داخلی و دولتی رد شد و دولت با یک شرکت خارجی همکاری خود را آغاز کرد. این اتفاق رضا امیرخانی را به شدت تحت تأثیر قرار داد و او را در دام افسردگی انداخت. به این ترتیب او به فعالیت‌های فرهنگی در دبیرستان علامه حلی روی آورد.
علاقه‌مندی ادبیش از شب‌های شعر انقلاب اسلامی در دبیرستان علامه حلی شروع شد و از همان اواخر دوران دبیرستان نوشتن را آغاز کرد. حاصل این قلم‌زدن‌ها
اولین رمان امیرخانی به نام ارمیا بود که در سال ۱۳۷۴ منتشر شد. علی‌رغم آن که رمان بدون طرح قبلی بود و ضعف‌های تکنیکی داشت، ولی توانست رمان برگزیده جشنواره آثار ۲۰ سال دفاع مقدس شود.
دیگر اثر رضا امیرخانی در سال ۱۳۷۸ با نام من او  منتشر شد. وی برای نوشتن من او نزدیک دو سال از عمرش را وقف مطالعه آثاری دربارهٔ تهران قدیم کرد این رمان از پر خواننده‌ترین رمان‌های دههٔ هشتاد ایران بود.
از سال ۱۳۸۱ سردبیری سایت لوح ارگان نویسندگان ادبیات پایداری را بر عهده داشت و در پاییز ۱۳۸۴ از این مقام استعفا داد.
وی از سال ۱۳۸۴ تا ۱۳۸۶ رئیس هیئت مدیره انجمن قلم ایران بود. سرلوحه‌ها گزیده‌ای از یادداشت‌های پراکنده سال‌های ۸۱–۸۴ در سایت لوح؛ نوشته شده و توسط انتشارات سپیده باوران اسفند ماه ۱۳۸۷به چاپ رسیده‌است.
به گواهی سایت شخصی وی، بیش از ششصد هزار نسخه از کتاب‌های او تا به حال به فروش رسیده‌است. 
وی در سال ۱۳۷۹ راهی آمریکا شد و چند سالی در آنجا اقامت داشت.
در سال ۱۳۸۷ اداره کتاب وزارت فرهنگ و ارشاد اسلامی رمان بیوتن را دارای اشکالات اساسی دانست و چاپ کتاب را منوط به اصلاح آن موارد کرد که با دخالت وزیر ارشاد وقت (محمدحسین صفار هرندی) و دستور مستقیم وی، مجوز کتاب بدون هیچ اصلاحیه‌ای در کمتر از یک هفته صادر شد.

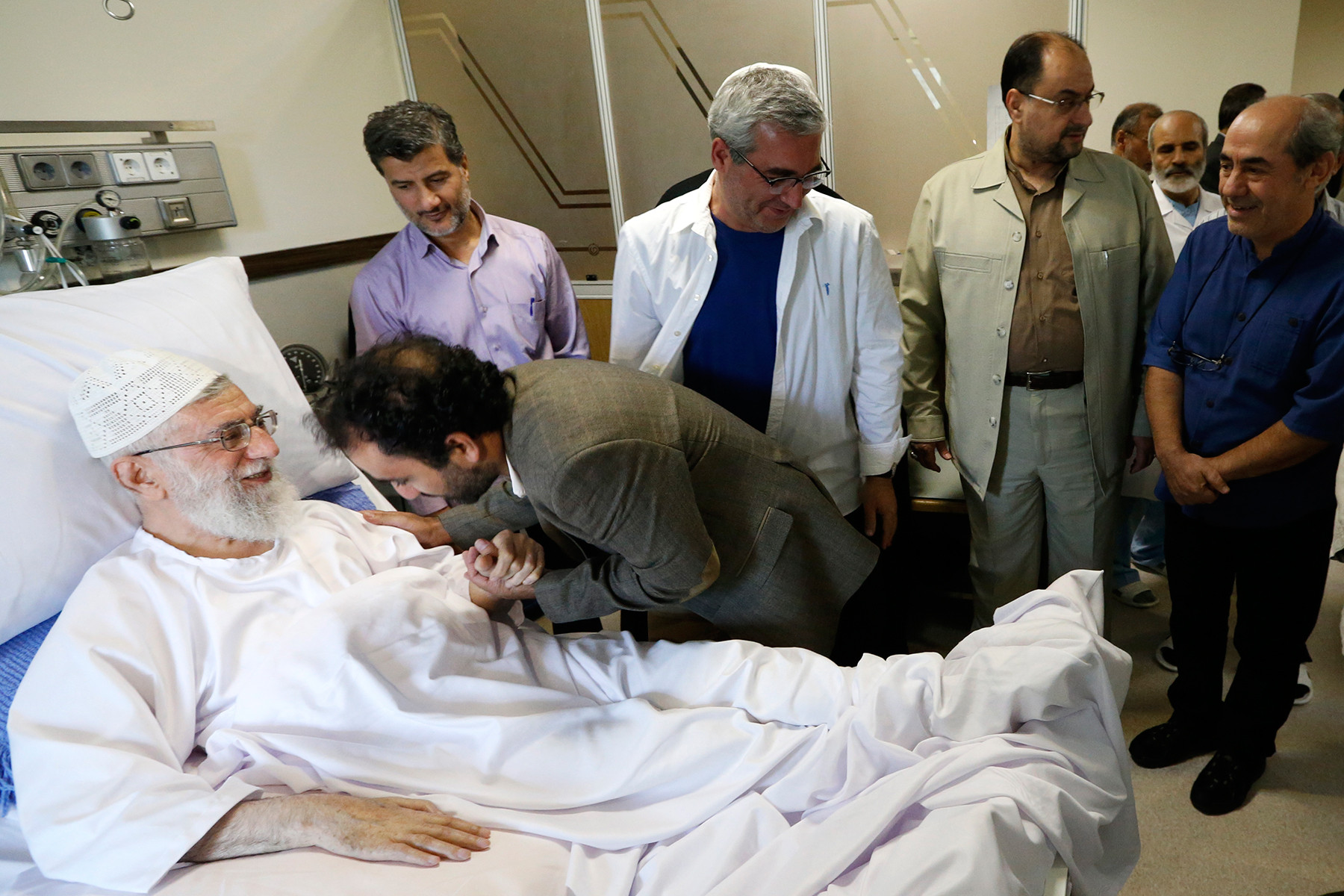
امیرخانی در عیادت از سید علی خامنه‌ای، رهبر جمهوری اسلامی ایران، در بیمارستان، ۱۳۹۳. ابراهیم حاتمی‌کیا و کمال تبریزی نیز در پس‌زمینه پیدا هستند.

رضا امیرخانی روابط حسنه‌ای با آیت‌الله خامنه‌ای و منسوبان وی دارد.
امیرخانی علاوه بر همراهی علی خامنه‌ای در سفر سیستان و انتشار خاطرات آن سفر در قالب کتاب داستان سیستان در بعضی ملاقات‌های فرهنگی آیت‌الله خامنه‌ای حضور دارد.
امیرخانی در ۳۲ سالگی ازدواج کرد. حاصل ازدواج او دو فرزند است که یکی از آنها علی نام دارد.

## دیدگاه
رضا امیرخانی خود را از نویسندگان متعهد به انقلاب و هواخواه جمهوری اسلامی می‌داند امیرخانی به منظور نوشتن وقایع سفر سید علی خامنه‌ای در سال ۱۳۸۱ به استان سیستان و بلوچستان- که با نام داستان سیستان به چاپ رسیده‌است- یکی از همراهان وی بود. از وی و بخشی از نویسندگان به عنوان نویسندگان نزدیک به نظام فکری حکومت نام می‌برند.
امیرخانی در آثار خود انتقاداتی گاه صریح و گاه ضمنی نسبت به سیاست‌های مسئولان دولت‌های هر دو جناح اصول‌گرا و اصلاح‌طلب و هم‌چنین دولت‌های دوران جنگ ایران و عراق و دولت سازندگی، ابراز داشته‌است. امیرخانی دو سفر به کشور کره شمالی داشته‌است و خاطرات و نظرات خود را در کتابی با نام نیم‌دانگ پیونگ یانگ منتشر کرده‌است. او در سفر اول با افراد مهمی از حزب خلق کره دیدار و گفتگو کرده‌است. رضا امیرخانی در مصاحبه تصویری با مجله اینترنتی دم خروس به انتقاد از نحوه اداره کشور از طریق رهبری مادام العمر پرداخته و لزوم «دوره‌ای شدن» رهبری و تغییر رویکرد در مجلس خبرگان رهبری را به عنوان برخی از مواردی که باید از سوی رهبری اصلاح شود؛ مطرح نموده‌است. وی همچنین در این مصاحبه پیشنهاد عضویت ایران در کنوانسیون برن را داد.
- ممیزی: همان‌طوری‌که دربارهٔ مواد غذایی انتظار داریم وزارت بهداشت به کنترل و بازرسی بپردازد، دربارهٔ محصولات فرهنگی هم باید این اتفاق بیفتد و در ضرورت عقلانی آن شکی نیست.[۲۳]
- حمایت دولتی از تألیف و نشر کتاب: امیرخانی در نفحات نفت و سرلوحه‌ها، مخالفت خود را با حمایت دولتی و مصنوعی از ادبیات به روشنی بیان کرده‌است.
- نظام فدرال اقتصادی: امیرخانی در کتاب نفحات نفت در تبیین فواید آنچه مرزبندی اقتصادی فدراتیو می‌خواند، آن را موجب یافتن منابع انرژی نوین در هر استان و بروز خلاقیت در تولید و ارتقای منزلت هر استان می‌داند.
- فرمانده نیروی هوایی نویسندگان: امیرخانی در یادداشتی سرگشاده خود را «فرمانده نیروی هوایی نویسندگان» خواند. چون «آخر هفته‌ها بی‌کار شوم، می‌روم و با چتربال از کوه پایین می‌پرم. به همین جهت قطعاً می‌توانم خود را طی حکمی به عنوان فرمانده نیروی هوایی وزارت فرهنگ و ارشاد اسلامی منصوب نمایم.»[۲۴]

## جوایز

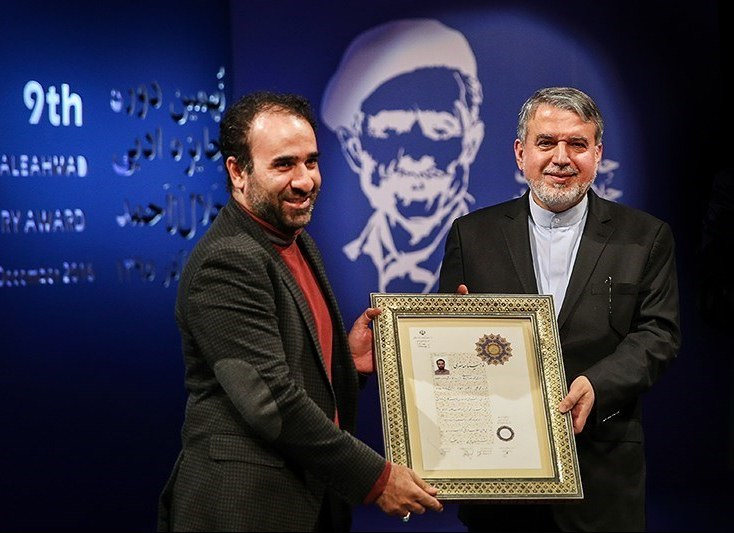
امیرخانی در حال دریافت جایزه از وزیر فرهنگ و ارشاد اسلامی، رضا صالحی امیری، در اختتامیهٔ جایزه ادبی جلال آل احمد، ۱۳۹۵

- کتاب اِرمیا برگزیده جشنواره آثار ۲۰ سال دفاع مقدس و مورد تقدیر در اولین دوره جشنواره مهر و دومین جشنواره دفاع مقدس
- کتاب من او که در دومین جشنواره مهر مورد تقدیر قرار گرفته و یکی از سه کتاب برگزیده منتقدان مطبوعات و سه کتاب برگزیده سال ۱۳۷۹
- کتاب قیدار برگزیدهٔ بخشِ داستانِ بیست‌ویکمین دورهٔ جایزهٔ کتاب فصل
- کتاب نفحات نفت اثر شایستهٔ تقدیر دهمین دورهٔ جایزهٔ ادبی جلال آل احمد در بخش ویژه[۲۵]
- کتاب ره‌ش اثر برگزیده یازدهمین دورهٔ جایزه ادبی جلال آل احمد در بخش رمان و داستان بلند[۲۶]

### کتاب سال جمهوری اسلامی ایران
امیرخانی در در سال ۱۳۹۷ برای نگارش کتاب ره‌ش برنده جایزه سی‌وششمین دوره کتاب سال جمهوری اسلامی ایران در بخش ادبیات شد.

## کتاب‌شناسی

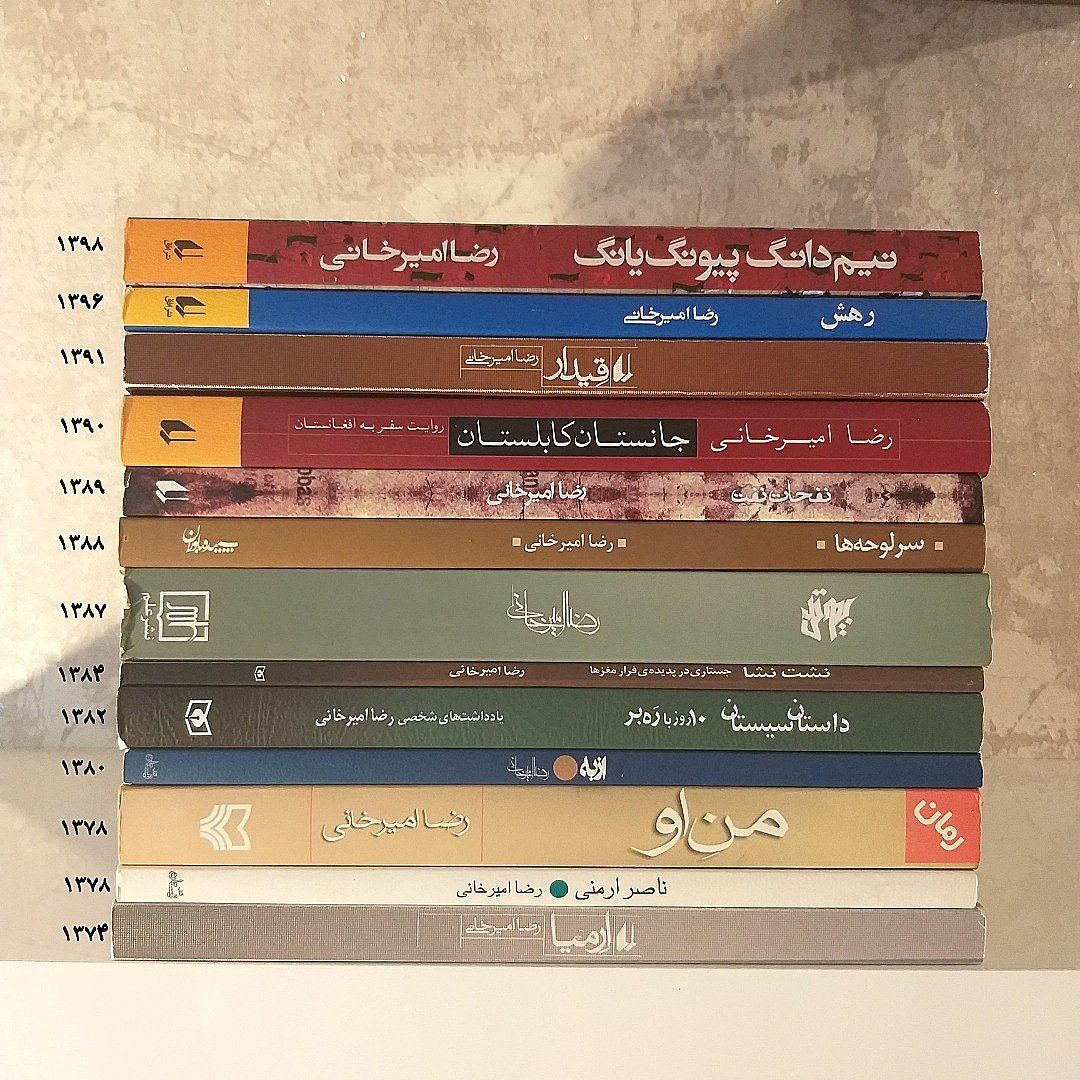
آثار رضا امیرخانی